# Carillon Šakiai
Das Carillon Šakiai ist ein Carillon in der litauischen Stadt Šakiai, im Bezirk Marijampolė, im Zentrum der Stadt. Es ist eines von zwei Glockenspielen im südlichen Westlitauen/Suvalkija (das andere ist in Gelgaudiškis). Es hat 24 Glocken aus dem Unternehmen „Royal Eijsbouts“ in den Niederlanden und wurde im Jahr 2015 eröffnet. Das Carillon wurde von der Rajongemeinde Šakiai gestiftet und eingerichtet. Es befindet sich auf dem Platz der Stadt. Die Konstruktionsarbeiten wurden vom Komponisten Giedrius Kuprevičius und Konstruktor Mindaugas Kasiulevičius betreut.